# Florin Tudose
Florin Tudose (Bukarest, 1952. április 5. – Coșereni, Ialomița megye, 2014. október 12.) román pszichiáter, egyetemi tanár; az orvostudományok doktora.

## Élete és pályafutása
1971 és 1977 között a bukaresti Carol Davila Orvosi és Gyógyszerészeti Egyetem orvosi karán folytatta tanulmányait, ahol szakorvosi oklevelet szerzett,
Orvosként dolgozott a Prahova megyei 7-es Számú Speciális Iskolaközpontnál. 1979-ben Constantin Gorgoșsal együttműködve megalapította a Titan Mentális Egészségi Központot (románul: Centrul de Sănătate Mintală ”Titan”), amely az első ilyen jellegű romániai intézmény volt. 1979 és 1983 között itt dolgozott mint pszichiáter.
1995-től 2012-ig a Bukaresti Egyetemi Sürgősségi Kórház (SUUB) pszichiáter főorvosaként tevékenykedett.
1999 és 2012 között egyetemi tanár volt a bukaresti Spiru Haret Egyetemen, ahol többek között pszichopatológiát, pszichoanalízist, pszichiátriát és klinikai pszichológiát oktatott. 2009–2012-ben az egyetem szociológia–pszichológia karának dékáni tisztségét töltötte be.
A pszichiátria és a klinikai pszichológia témakörében mintegy 30 kötete jelent meg, emellett különböző szakfolyóiratokban közel 200 általa írt cikket és tanulmányt adtak közre. 2014. október 12-én, hatvankét éves korában hunyt el szívinfarktus következtében.

## Művei
- Vademecum în psihiatrie (1985)
- Orizonturile psihologiei medicale (2003)
- Sindroame rătăcitoare (2005)
- Psihiatrie în practica medicală (2007)
- Tratat de psihopatologie și psihiatrie pentru psihologi (2011)
- Psihiatria medicului de familie (2013)
- Psihopolitica (2014)